# Hypoestes perrieri
Hypoestes perrieri är en akantusväxtart som beskrevs av Raymond Benoist. Hypoestes perrieri ingår i släktet Hypoestes och familjen akantusväxter. Inga underarter finns listade i Catalogue of Life.